# Karl Pembaur

Karl Pembaur, Dresden

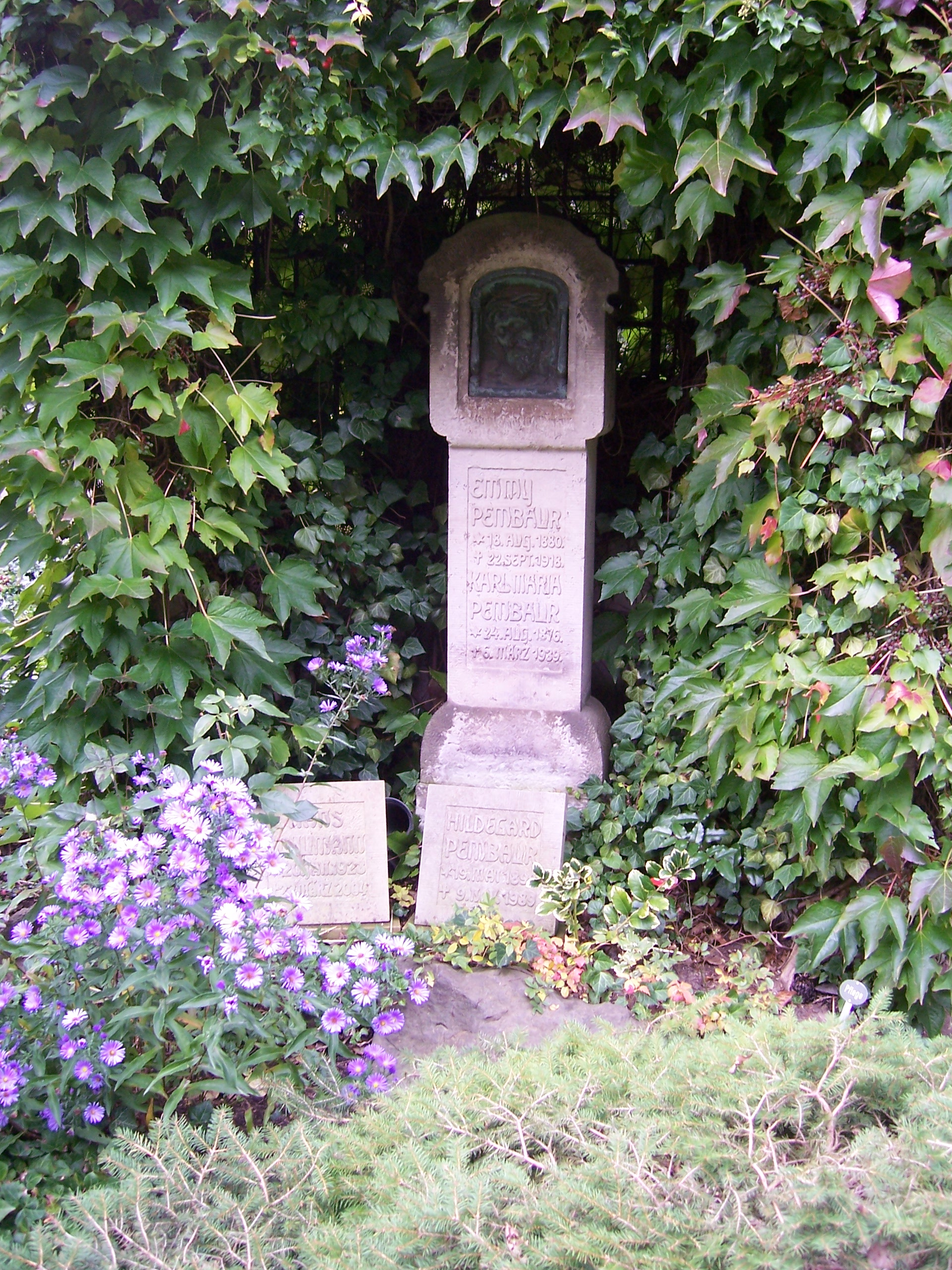
Grab von Karl Maria Pembaur auf dem Johannisfriedhof in Dresden.

Karl Maria Pembaur (* 24. August 1876 in Innsbruck; † 6. März 1939 in Dresden) war Komponist, Chorleiter und Kirchenmusiker.

## Leben
Karl Pembaur studierte nach erster Unterweisung durch seinen Vater Josef Pembaur d. Ä. (1848–1923) an der Königlichen Musikschule in München. 1901 verpflichtete ihn die Dresdner Hofoper als Solorepetitor und Chordirektor, die Katholische Hofkirche als Organisten. 1908 wurde ihm der Titel Musikdirektor verliehen. 1913 übernahm er die Leitung der Dresdner Kapellknaben und damit die Hofkirchenmusik. Außerdem war er Chormeister der Dresdner Liedertafel.
Sein älterer Bruder Josef Pembaur (1875–1950) war Pianist und ebenfalls Komponist.

## Wirken
Als Chordirektor der Dresdner Hofoper zählte Pembaur zu den bewährtesten Mitarbeitern Ernst von Schuchs. Die kirchenmusikalischen Dienste der Hofkapelle erhob er zu bedeutendem Rang. Als Lied- und Chorkomponist wandelte er in den Bahnen seines Vaters. Das Beste hatte er in seinen kirchenmusikalischen Werken zu sagen, die, von Anton Bruckner herkommend, auch Stilelemente Max Regers sowie des Impressionismus aufnahmen. In zahlreichen Aufsätzen hat sich Pembaur auch theoretisch mit den Problemen der modernen Kirchenmusik auseinandergesetzt.
Kirchenmusikalische Werke
- Missa (brevis) in F op. 10 (1902)
- Missa (solemnis) in G op. 14 (1909)
- Weihnachtsmesse op. 18 (1914)
- Missa angelica o. 35 (1926)
- Missa Sanctae Familiae op. 46 (1930)

Zudem schrieb Karl Pembaur zahlreiche Lieder.
Schriften
- Karl Pembaur: Drei Jahrhunderte Kirchenmusik am Sächsischen Hofe. Ein Beitrag zur Kunstgeschichte Sachsens. Dresden. 1920.
- Karl von Pembaur: Das Schicksal der Musik in der Hofkirche Dresden. In: St. Benno-Kalender. 73. Jg., 1923, S. 155–160.

## Nachlass
Der Nachlass von Karl Pembaur wird teils in der Musikabteilung (Signatur: Mus.10000-…), teils in der Handschriftensammlung (Signatur: Mscr.Dresd.App.1836) der  Sächsischen Landesbibliothek – Staats- und Universitätsbibliothek Dresden aufbewahrt.